# استخوان‌ماهی ژاپنی
استخوان‌ماهی ژاپنی (نام علمی: Pterothrissus gissu) نام یک گونه از تیره استخوان‌ماهیان است.